# Spathius minutus
Spathius minutus är en stekelart som beskrevs av Szepligeti 1900. Spathius minutus ingår i släktet Spathius och familjen bracksteklar. Inga underarter finns listade i Catalogue of Life.